# جردن ویلیموفسکی
جردن ویلیموفسکی (انگلیسی: Jordan Wilimovsky؛ زادهٔ ۲۲ آوریل ۱۹۹۴) ورزشکار ورزش شنا اهل ایالات متحده آمریکا است.
وی در مسابقات کشوری و بین‌المللی در مجموع برندهٔ ۳ مدال طلا، ۳ مدال نقره و ۱ مدال برنز شده‌است.